# Vice-président de la république de Namibie
Le vice-président de la république de Namibie (en anglais : Vice-President of the Republic of Namibia) est la fonction exécutive chargé de suppléer, conseiller et assister le président de la République de Namibie selon la constitution du pays. Il est nommé par le président de la République parmi les membres élus de l'Assemblée nationale.
Il remplit également le rôle de président par intérim de la Namibie lorsque le président est à l'extérieur des frontières du pays, incapable d'exercer ses fonctions ou lorsque la présidence est vacante. Le vice-président est également membre du cabinet.
Le poste de vice-président est établi par la révision constitutionnelle de 2014. La fonction reste controversée en raison de son portefeuille peu clair. Nickey Iyambo est le premier à exercer cette fonction de 2015 à 2018. La vice-présidente actuelle, nommée par la présidente Netumbo Nandi-Ndaitwah, est Lucia Witbooi.

## Liste des titulaires
| N° | Portrait               | Titulaire (Naissance-mort)           | Mandat         | Mandat         | Mandat                     | Parti politique | Parti politique | Président              |
| N° | Portrait               | Titulaire (Naissance-mort)           | Début          | Fin            | Durée                      | Parti politique | Parti politique | Président              |
| -- | ---------------------- | ------------------------------------ | -------------- | -------------- | -------------------------- | --------------- | --------------- | ---------------------- |
| 1  | Nickey Iyambo          | Nickey Iyambo (1936-2019)            | 21 mars 2015   | 8 février 2018 | 2 ans, 10 mois et 18 jours |                 | SWAPO           | Hage Geingob           |
| 2  | Nangolo Mbumba         | Nangolo Mbumba (né en 1941)          | 8 février 2018 | 4 février 2024 | 5 ans, 11 mois et 27 jours |                 | SWAPO           | Hage Geingob           |
| 3  | Netumbo Nandi-Ndaitwah | Netumbo Nandi-Ndaitwah (née en 1952) | 4 février 2024 | 21 mars 2025   | 1 an, 1 mois et 17 jours   |                 | SWAPO           | Nangolo Mbumba         |
| 4  | Lucia Witbooi          | Lucia Witbooi (née en 1961)          | 22 mars 2025   | en fonction    | 9 jours                    |                 | SWAPO           | Netumbo Nandi-Ndaitwah |